# Kernavė
Kernavė fut la première capitale connue du Grand-duché de Lituanie. Le roi Mindaugas y fut couronné en 1253. C'est aussi un site archéologique très important. Aujourd'hui c'est un village touristique dans la municipalité du district de Širvintos au nord-ouest de Vilnius. Le site est inscrit depuis 2004 sur la liste du patrimoine mondial de l'UNESCO.